# Олімпійські талісмани
Олімпі́йський талісма́н — частина олімпійської символіки, з 1968 року — обов'язковий атрибут Олімпійських ігор, який є власністю Організаційного комітету ОІ. Символ, згідно з «Великою олімпійською енциклопедією», має рекламно-комерційну значущість. Країна-організатор використовує його як додаткове джерело фінансування. На думку журналу «GEO», місія олімпійського талісмана — «відобразити дух країни-господарки Ігор, принести удачу спортсменам і загострити святкову атмосферу»[джерело?]. Найчастіше олімпійський талісман зображують у вигляді тварини або вигаданої істоти. Олімпійський талісман — це і символ міста, в якому проходить Олімпіада, і предмет для колекціонування, й істотне джерело доходу (за оцінкою пресофісу Міжнародного Олімпійського Комітету під час Ігор ціни на сувеніри можуть зростати в десятки разів залежно від популярності змагань у глядачів). Іноді олімпійські талісмани називають «маскотами» (від англ. mascot — «талісман»).

## Вимоги до талісману
Кожен новий талісман має обов'язково відрізнятися від попередніх, оскільки його призначення — відображати самобутність країни-господарки, а також викликати симпатії спортсменів і глядачів. Тому для Міжнародного Олімпійського Комітету оригінальність ідеї є одним з основних критеріїв в оцінці талісмана.

Американський дизайнер Бред Коупленд, радник МОК із зорового сприйняття Ігор й експерт з олімпійських талісманів, у пресрелізі для учасників Всесвітнього конкурсу на створення маскотаОлімпійських ігор 2008 підкреслював:
«Талісман, перш за все, відображає дух міста-господаря Олімпійських ігор. Це мусить бути персонаж з незабутнім ім'ям, яскравою особистістю, яка стане центральною постаттю унікальної і захопливої історії... Талісман має бути симпатичний і дітям, і дорослим; і жінкам, і чоловікам, а також «підтримувати олімпійські ідеали».
На сайті Олімпіади-2014, на сторінці Конкурсу на створення талісмана, зазначено, що «талісманом може бути будь-який справжній або вигаданий, одухотворений або неживий предмет, який сприятиме просуванню олімпійських ідеалів, віддзеркалюватиме національні й культурні особливості, а також буде відповідати духові часу; символізуватиме для світової громадськості образ країни і її національний характер; викликатиме позитивні емоції, буде цікавим і оригінальним».
При цьому талісман має відображати олімпійські цінності:
- Досконалість (Excellence). Люди мають прагнути до досконалості та намагатися бути найкращими версіями себе.
- Дружба (Friendship). Святкування дружби є досить унікальним для Олімпійських ігор, адже ця подія збирає людей разом кожні кілька років.
- Повага (Respect). Демонструвати повагу можна по-різному: поважати себе, правила, суперників, оточення тощо[2].

## Історія походження Олімпійського талісмана
До 1968 року основним олімпійським атрибутом, що відображає характер майбутніх Ігор, була зареєстрована в МОК офіційна емблема.
У лютому 1968 року на Зимовій Олімпіаді в Греноблі (Франція) вперше був використаний талісман — персонаж на ім'я Schuss (Шюсс або Шусс, в деяких джерелах Щусс і навіть Чусс), автором якого вважається художник Моріс Лафарг. Це була фігурка чоловічка на лижах з червоно-білою головою і Олімпійськими кільцями на лобі. Синє, вигнуте, як при старті в стрибках з трампліну, тіло плавно переходило в лижі. В результаті забарвлення талісмана нагадувала смуги французького прапора. Перший талісман був неофіційним, оскільки його створило рекламне агентство, а не Організаційний комітет ОІ, також він не мав особливої популярності і комерційного успіху, проте став для МОК поштовхом до створення власних талісманів.
У жовтні того ж року, на Літніх Олімпійських іграх в Мехіко (Мексика), був представлений талісман Червоний Ягуар, створений за подобою скульптурного зображення, знайденому при розкопках в Чичен-Іца (стародавній столиці народів мая). В Інтернеті нерідко можна знайти помилкові відомості про талісман Мексиканських Ігор Голубке Паломе, але підтвердження цьому в авторитетних джерелах немає. Цей талісман також не отримав офіційного визнання.
Офіційно поняття «олімпійський талісман» було затверджено влітку 1972 року на сесії МОК, що відбулася в рамках XX Олімпійських ігор у Мюнхені. Рішенням Комітету талісман став обов'язковим атрибутом Олімпійських ігор. Тепер талісманом може стати будь-яка істота, що відображає особливості культури народу країни-господарки Олімпіади. Це може бути тварина, людина, міфологічний чи казковий персонаж. Крім того, талісман неодмінно мусить символізувати цінності сучасного олімпійського руху.

## Талісмани Олімпійських ігор

### Талісмани літніх Олімпійських ігор

#### Червоний ягуар (Мехіко 1968)
Червоний ягуар Мехіко так і залишився безіменним, хоча нині мексиканці стверджують, що його звали Мая. Цей талісман великої популярності не набув.

#### Такса Вальді (Мюнхен 1972)
На Літній Олімпіаді 1972 року, яка проводилася в Мюнхені (Німеччина), талісманом стала такса Вальді. Оскільки в німецькій мові слово «такса» чоловічого роду, прийнято вважати, що Вальді — «талісман-хлопчик». Собаку вибрали талісманом через її мисливські якості, що властиві справжньому спортсмену. Сайт МОК називає серед них основні: стійкість, завзятість і спритність.
Дизайнери яскраво розфарбували Вальді, підкреслюючи веселий характер маскота, який символізує радість Олімпійського свята. Голова і хвіст такси були світло-блакитними, а тіло забарвлене вертикальними смужками трьох з п'яти олімпійських кольорів. При цьому Ігри 1972 року вважають одними з найяскравіших за всю історію. 
Вальді — ім'я загальне. У Баварії, де такси дуже популярні, так можуть назвати будь-яку собаку цієї породи. За всю історію Олімпійських ігор Вальді — практично єдина домашня тварина, що стала талісманом Олімпіади (крім такси був безпородний пес Кобі, талісман Олімпіади-92).
Організатори Ігор подбали, щоб талісман зібрав солідну касу. Такси виготовлялися з різних матеріалів і в 1972 році продавалися всюди. Вальді можна було побачити в магазинах іграшок, на постерах та плакатах, одязі, посуді тощо.

#### Бобер Амік (Монреаль 1976)
Канадський бобер — національний символ Канади, він відіграв важливу роль в історії країни. Довгий час хутро бобра було одним з найважливіших промислів у Північній Америці. Бобрами називають і канадських лісорубів. Крім того, бобер вважається символом працьовитості, йому притаманні якості, що відрізняють справжнього спортсмена: терпіння, сила волі, наполегливість. Ім'я Амік мовою корінного населення Канади також означає «бобер».
Талісман Олімпіади 1976 року мав яскравий червоний пояс із зображенням Олімпійської емблеми, схожий на стрічку, на якій вручається медаль.
Відомо, що Аміком звали ватажка бобрів в епічній поемі Генрі Лонгфелло «Пісня про Гайавату».

#### Олімпійський Мішка і морський котик Вігри (Москва 1980)
- Олімпійський Мішка

Деякі джерела стверджують, що повне ім'я талісмана Олімпіади-80 — Михайло Потапич Топтигін. Бурий ведмідь є символом Росії, тому вибір його як офіційного талісмана Літніх Олімпійських ігор у Москві не випадковий.
Автором остаточного варіанту талісмана є відомий художник-ілюстратор Віктор Чижиков. З більш ніж сотні вигаданих ним різних образів він вибрав один, який взяв участь у підсумковій виставці в Москві. На конкурсний відбір потрапило шістдесят ведмедів різних художників, Міша сподобався всім. Саме його ескіз був обраний і офіційно затверджений на найвищому рівні, в ЦК КПРС.
Атрибутом талісмана став широкий пояс, пофарбований у олімпійські кольори з пряжкою у вигляді п'яти кілець.
За задумом організаторів Олімпіади-80, величезна гумова лялька ведмедя на церемонії закриття була запущена на повітряних кулях в небо. Згодом тривалий час талісман Олімпіади був виставлений в одному з павільйонів ВДНГ. Існує легенда, що восени 1980 року гумового ведмедя намагалася викупити за велику суму західнонімецька компанія, але уряд СРСР відмовився продавати національний символ, і талісман Московської Олімпіади так і залишився в підвалах радянського Олімпійського комітету.
При цьому Таллінн, який приймав змагання з вітрильного спорту Олімпіади, мав власного офіційного талісмана — Віагрі.

#### Орлятко Сем (Лос-Анджелес 1984)
Орел є національним символом Сполучених Штатів Америки. Художники компанії Walt Disney намалювали орлятка в циліндрі, пофарбованому в кольори американського прапора, таким чином можна простежити схожість з іншим символом США ― Дядечком Семом.

#### Тигреня Ходорі (Сеул 1988)
- Ходорі

Талісманом XXIV Олімпійських ігор у Сеулі став герой корейських легенд — амурський тигр. Щоб нівелювати негативні сторони хижого звіра, його зобразили маленьким тигреням, добрим і нешкідливим.
Ім'я для талісмана вибирали з допомогою народного голосування з 2295 запропонованих варіантів. Перемогло ім'я Ходорі, яке з корейської дослівно можна перекласти як Хлопчик Тигр («Хо» означає «тигр», а «дорі» — «хлопчик»).
Головний атрибут корейського талісмана — маленька чорна шапочка, надягнута йому на вухо. Це — елемент національного костюму; в таких шапочках у давнину селяни виконували танці під час народних свят.
Для Ходорі була придумана подружка — тигриця Хосуни, але вона не набула такої популярності, як офіційний талісман, і про неї швидко забули.

#### Щеня Кобі (Барселона 1992)
Ювілейні XXV Олімпійські ігри проходили в Барселоні. Через внутрішній політичний конфлікт перед дизайнером Хав'єром Марискалом стояло нелегке завдання: знайти спосіб, який би зміг об'єднати сепаратистсько налаштовані провінції. Так з'явився безпритульний собака Кобі, мультяшний герой популярної дитячої телепередачі.
Іспанці дуже полюбили Кобі, а Бред Коупленд вважає собачку найбільш вдалим з усіх Олімпійських талісманів. Крім того, щеня Кобі визнане найбільш елегантно одягненим талісманом: на ньому був темно-синій костюм і краватка.
На церемонії закриття Ігор барселонський талісман, так само, як Ведмежатко Мішку, запустили в небо на повітряній кулі.

#### Іззі (Атланта 1996)
Талісман Олімпіади-96 було вирішено створити на комп'ютері. Початковий ескіз був босим і не мав ні рота, ні носа. Дизайнери довгий час приводили його в нормальний вигляд. Так у Іззі з'явилися виразний величезний рот, хвіст з олімпійськими кільцями, білі рукавички і смішні черевики. Згодом було вирішено прибрати потворні зуби, щоб талісман не виглядав агресивно, і додати в широко розкриті очі іскорки-зірочки.
Оскільки ніхто не міг дати однозначної відповіді, що це за істота, творці придумали персонажу ім'я Іззі, скорочення від англійського виразу What is it?  («Що це таке?»).
Цей талісман вважається найбільш провальним проєктом за всю історію Ігор.

#### Оллі, Сід та Міллі (Сідней 2000)
Талісманами Ігор у Сіднеї стала символічна тріада: Качкодзьоб Сід, Кукабарі Оллі і Єхидна Міллі. Ці тварини мешкають лише в Австралії. Зібрані разом, вони символізують олімпійську дружбу. Крім того, персонажі (за місцем свого проживання) уособлюють три стихії: землю, воду і небо. Трійка в даному випадку є символічним числом, оскільки Олімпіада проходила напередодні вступу в третє тисячоліття.
У кожного з талісманів було своє ім'я та самобутній характер. Качкодзьоба назвали Сідом (Syd, скорочено від назви міста, приймав Олімпіаду, Сіднея). Символ природи Австралії, він уособлював силу, енергію і прагнення до перемоги. Австралійська Оллі (Olly — скорочення від слова «олімпіада»), втілення олімпійського духу, відрізнялася веселою вдачею, щирістю та добротою. Єхидна отримала ім'я Міллі (Millie — скорочення від слова millenium) на честь початку третього тисячоліття. Вона поєднала в собі оптимізм, працьовитість і спрямованість у майбутнє. Крім того, Міллі була символом інформації і технологій, головною частині фактів і цифр.
Карикатурист Пол Ньюел придумав перший в історії Ігор «антиталісман». Ним став вомбат по імені Фетсоу. Негативний герой протистояв силам добра, які уособлювали Сіднейські талісмани.

#### Феб і Афіна (Афіни 2004)
Талісмани XXVIII Олімпійських ігор, так само, як Червоний Ягуар Олімпіади-68, були створені за античним зразкам, знайденим при розкопках. Їх зробили точними копіями давньогрецьких ляльок, що відносяться до VII століття до Нашої ери.
За легендою, Феб і Афіна — брат і сестра. Їх назвали на честь Олімпійських богів Аполлона (Феба, Фебоса або Фивоса), світлосяйного бога світла, і Афіни, богині мудрості. Інспектор грецького МОК Деніс Освальд зазначив в даних талісманах «вдале єднання між історією Греції і її сучасністю». Ознайомившись з рішенням журі, відповідального за вибір олімпійського талісмана, грецька громадськість була спочатку розчарована, але незабаром звикла до незвичайних ляльок.

#### Фува (Пекін 2008)
Талісмани Пекінської Олімпіади вибиралися протягом декількох років. За словами директора по зв'язках з пресою оргкомітету Ігор-2008 Сунь Вейджи, «з одного боку, треба було вибрати щось, що символізує китайську культуру, а з іншого — знайти якусь оригінальну ідею, щоб при реєстрації торговельної марки не звинувачували в плагіаті».[джерело?]
Незважаючи на те, що Пекін був обраний столицею Олімпіади в липні 2001 року, конкурс на створення талісмана оголосили в середині 2004 року. Вже до грудня в оргкомітет надійшло 662 ескізи від провідних китайських художників. Серед них було кілька тигрів, тибетська антилопа і навіть Хануман (міфологічний Цар мавп). У листопаді 2005 року, рівно за 1000 днів до відкриття Олімпіади, п'ятірка Фува була офіційно представлена громадськості і схвалена Міжнародним Олімпійським Комітетом.
У перекладі з китайського Фува означає «Діти удачі». П'ять персонажів символізують п'ять олімпійських кілець, кожен з них пофарбований в один з олімпійських кольорів. За ореолу проживання тварин — це п'ять природних стихій: вода, ліс, вогонь, земля і небо. Дана символіка відображена на атрибутах талісманів — шоломах. Фува уособлює відкритість і прагнення китайців всіх провінцій. Перші склади імен талісманів, складені разом, складають фразу Bei Jing Huan Ying Ni, яку можна перекласти: «Пекін вітає вас!»
Талісмани китайської Олімпіади — найбільш популярні представники фауни країни. Їх імена складаються з двох складів (так в Китаї звертаються до маленьких дітей). Дизайн талісманів витриманий в стилі традиційного китайського мистецтва.
Блакитна Риба бей-Бей символізувала удачу, процвітання і відповідала за водні види спорту. Її головний убір повторює елементи китайських прикрас епохи неоліту.
Чорна Панда цзін-Цзін, символ Китаю, уособлювала гармонію з природою, щирість і щастя. Він відповідав за такі види спорту, як важка атлетика, єдиноборство тощо. Його головний убір містить рослинний орнамент.
Червоний Олімпійський вогонь Хуань-Хуань здійснював зв'язок з Олімпіадою і одночасно символізував енергію, пристрасть, прагнення до перемоги. Він відповідав за командні види спорту. Його головний убір стилізований під живопис знаменитих печер Могао.
Жовта Тибетська антилопа Ін-Ів стала втіленням життєрадісності і здоров'я. Вона відповідала за легку атлетику. В її головному уборі містяться елементи національних костюмів.
Зелена Ластівка Ні-Ні стала символом удачі, протегуючи гімнастики. Головний убір повторює оформлення традиційних пекінських повітряних зміїв.

#### Венлок і Мандевіль (Лондон 2012)
Талісманами літніх Олімпійських ігор 2012 року в Лондоні стали Венлок і Мандевілль (англ. Wenlock and Mandeville) — два однооких істоти, що нагадують інопланетян. Венлок отримав своє ім'я на честь містечка Мач Венлок (англ. Much Wenlock), змагання в якому в середині XIX століття (англ. Wenlock Olympian Society Annual Games) надихнули П'єра де Кубертена на відродження Олімпіад у 1896 році. Мандевілль був названий по імені госпіталю Стоук Мандевілль (англ. Stoke Mandeville Hospital), де в 1948 році були проведені перші ігри для спортсменів-інвалідів (англ. World Wheelchair and Amputee Games).

#### Вінісіус і Тому (Ріо-де-Жанейро 2016)
Основна стаття: Вінісіус і Тому

## Талісмани зимових Олімпійських ігор
Основна стаття: Олимпиямандл
Символом зимової Олімпіади-76 став Сніговик. За задумом дизайнерів, він складався всього з одного сніжного клубка, мав руки, ноги і традиційний для сніговиків червоний ніс-морквину. На голові в якості атрибута, який відображає національний характер, талісман носив червоний тірольський капелюх. Творці дали йому незвичайне ім'я Олімпіямандл.
За задумом організаторів Ігор, характер Олімпіади-76 повинен був бути простим і скромним (Інсбрук приймав Олімпіаду другий раз, замінюючи відмовився від проведення Ігор Денвер, тому часу на підготовку було обмаль). Зимові Олімпійські ігри 1976 проходили під девізом «Ігри простоти». Талісман також відображав простоту, зрозумілість, доступність та відкритість австрійців.
Ростовське видання «Вісник Олімпіади» стверджує, що Олімпіямандл сподобався далеко не всім. Деякі називали його «гібридом Червоної Шапочки і єврейського рабина»

#### Єнот Роні (Лейк-Плесід 1980)
Існує легенда, що у талісманів зимової Олімпіади-80 був «прототип»: справжній ручний єнот Роккі. Незадовго до початку Ігор він помер.
Дизайнери стилізували Роні під лижника, розфарбувавши мордочку у формі захисних окулярів і лижної шапочки. Маска-окуляри стала аксесуаром зимових Ігор. Єнот Роні став першим талісманом-тваринам зимових Олімпійських ігор, стилізованим під спортсмена.

#### Вовченя Вучко (Сараево 1984)
У фінал конкурсу на створення талісмана Ігор в Сараєво вийшло шість претендентів: сніжок, гірська коза, бурундук, їжатець, вівця і вовк. За Вовченя Вучко проголосувала більшість читачів трьох найбільш популярних Югославських газет.
Спочатку були побоювання, що талісман буде викликати негативні асоціації, оскільки традиційно вовк вважається злим і жорстоким. Перед дизайнерами стояло завдання зробити образ вовченя як можна менш агресивним і як можна більш доброзичливим. За задумом, талісман повинен був символізувати дружні взаємини людини і тварин, прагнення бути ближче до природи. Вовченя вийшов персонажем сильним, хоробрим і, одночасно, веселим і безтурботним. В результаті Вучко визнаний одним з найбільш привабливих персонажів в історії олімпійських талісманів. В Югославії він став улюбленою дитячою іграшкою.
Автором талісмана є художник-ілюстратор Йоже Тробец. Йому належить ідея яскраво-оранжевого кольору, який був фірмовим для Югославської Олімпіади. Головний атрибут талісмана — помаранчевий шарф, зав'язаний на шиї. На шарфі зображена сніжинка, символ зимових Олімпійських ігор 1984 року.
Ім'я Вучко (сербохорв. Vučko) означає «вовченя».
На початку 1990-х років під час війни в Боснії лялька, яка брала участь в урочистих церемоніях Олімпіади-84, була знищена.

#### Хайді і Хоуді (Калгарі 1988)
За легендою, придуманої для талісманів зимової Олімпіади 1988, полярні ведмеді Хайді і Хоуді — нерозлучні брат з сестрою. Їх імена є похідними від слова «Привіт!»  (англійською мовою і в західноамериканському діалекті). Так творці талісманів закладали в них символ єднання, дружби і гостинності.
Вперше талісманів стало двоє. Оскільки в Калгарі щорічно проводиться Ковбойський фестиваль, ведмежат нарядили у відповідні костюми, що відображають національний характер. Точно також одягли збірну команду Канади на церемонії відкриття Ігор.
Конкурс на імена для талісманів XV зимових Ігор спонсорував Калгарійський зоопарк: імена для ведмежат вибирали з 7000 заявок, надісланих на міжнародний конкурс. В Українській газеті «Блік-Спорт» описувався курйозний випадок: побачивши ескізи майбутніх олімпійських талісманів, приятель художника подумав, що той малює для фестивалю кантрі. Тим не менш, олімпійська чемпіонка 1988 року в Калгарі О. Гордєєва називає ведмежат найбільш вдалими з олімпійських талісманів.[джерело?]

#### Гном Маджик (Альбервиль 1992)
В якості талісмана XVI зимових Олімпійських ігор був обраний Гірський ельф Маджик (англ. Magic). Дизайнер Філіп Мересс представив його у вигляді зірки, розмальованої у національні кольори французького прапора. Ельф з'явився вже після того, як був затверджений інший талісман Сарна Шамуа. Це був перший випадок заміни талісмана напередодні Олімпіади в історії Ігор. За результатами дослідження Сарна Шамуа виявилася непопулярною у французької громадськості, і їй терміново знайшли заміну.
Образ представника чарівного народу втілює ідею «мрії та уяви», прагнення до зірок, до здійснення нездійсненного. В стародавніх легендах гноми є хранителями незліченних скарбів, і дружба з ними приносить людям щастя. Міфічний чоловічок-зірка, за задумом творців, повинен був вести до перемоги і успіху. Він уособлював загальну ідею перших Олімпійських ігор, що проходили в Єдиній Європі.

#### Хокон і Крістін (Ліллехаммер 1994)
Талісманами Олімпійських ігор в Ліллегаммері стали герої норвезьких легенд, брат і сестра Хокон (в деяких джерелах Хокон) і Крістін. Хлопчик і дівчинка з типово скандинавською зовнішністю у традиційних національних костюмах були виконані дизайнерами з теплотою та іронією. Вперше в якості офіційних талісманів були обрані люди.
В урочистих церемоніях, а також у рекламі Ігор використовувалися живі діти, одягнені як олімпійські талісмани. Це надавало заходу зворушливого забарвлення і викликало додатковий інтерес з боку публіки.
Ляльки-талісмани мали комерційний успіх. Були випущені сотні тисяч іграшок, сувенірів, значків, листівок, наклейок тощо.

#### Суккі, Ноккі, Леккі і Цуккі (Нагано 1998)
За задумом творців талісманів XVIII зимових Ігор, чотири совеня повинні були символізувати олімпійську мудрість. Число 4 обрано не випадково: це пори року і 4 стихії, що регулюють життя в лісі: землю, вітер, вогонь і воду. Крім того, Олімпійські ігри проводяться раз на чотири роки.
Хоча спочатку талісманом зимової Олімпіади-98 повинен був стати Горностай Окою, намальований художником Суцумо Мацушита по ідеї Мазако Оуцака, в останній момент вибір поміняли на користь Сноулетс.
В Оргкомітет МОК Японії надійшло близько 50 тисяч пропозицій з іменами майбутніх талісманів. В результаті четвірка отримала збірне ім'я «Сноулетс» (Snowlets). Дане слово утворене шляхом зрощення двох англійських слів Snow (сніг) і Lets («дозволяти, допускати»). Вільний переклад може звучати як «Хай буде сніг!» Крім того, Owlets перекладається з англійської як «Совята». У кожного з совят було власне ім'я: Суккі, Ноккі, Леккі і Цуккі. Перші склади кожного імені, складені разом, утворюють слово «совята» по-японськи.
Дизайнери пофарбували совят в нарочито отруйно-яскраві кольори, популярні у японської молоді.

#### Зайчиха, Койот і Ведмідь (Солт-Лейк-Сіті 2002)
Персонажів і легенду придумав житель Юти Біллі Дайбодж. Він назвав їх Свіфтер, Хайєр і Стронгер, за асоціацією з олімпійським девізом Citius, Altius, Fortius!.
У стародавній індійській легенді, коли низьке сонце сильно висушило землю, найшвидша зайчиха наздогнала його і поранила стрілою. Скривджене сонце пішло за хмари, і на землю повернулася прохолода. Незабаром без сонця стало темно і холодно. Тоді спритний койот забрався на вершину найвищої гори і вкрав у богів вогонь. Ведмідь гризлі — самий сильний герой легенд. Кращі мисливці не могли впоратися з ним. І навіть зараз вони переслідують його на нічному небі у вигляді сузір'їв. Таким чином, тварини чітко асоціюються з фразою «Швидше, вище, сильніше!»ґ
Імена талісманам придумали діти. Протягом чотирьох місяців тривало опитування. Зрештою, було вирішено назвати персонажів за трьома основними галузями промисловості міста (колись це були основні статті доходу Солт-Лейк-Сіті і штату Юта): порох, мідь і вугілля. Так Біла Зайчиха отримала ім'я Поудер, Мідний Койот став Копер, а Вугільно-чорний ведмідь Коулом.
Оскільки Оргкомітет XIX зимових Ігор спочатку був націлений на отримання значного прибутку від продажу талісманів (не менше 250 мільйонів доларів), в їх створення було вкладено чимало зусиль.
Права на виготовлення талісманів були віддані найбільшому в світі виробнику іграшок — компанії Mattel, а їх дизайн розробляла брендингова агенція Landor. До офіційного затвердження талісмани були протестовані на фокус-групі мешканців Солт-Лейк-Сіті, Фініксу та Мілвокі. 80% респондентів проголосували за білу зайчиху, мідного койота і чорного ведмедя.

#### Неве та Гліц (Турин 2006)
Автором талісманів XX Зимової Олімпіади став 38-річний португальський художник Педро Альбукерке. За визнанням самого дизайнера, на ідею його наштовхнула здатність води приймати різні неймовірні форми, перетворюючись в сніг і лід. Дівчинка-сніжок Неві (італ. Neve; в деяких джерелах Нів, ймовірно, за аналогією з англ. транскрипцією) — персонаж м'який і витончений, з округлими плавними формами. Неві уособлювала гармонію і грацію зимових видів спорту. Кубик льоду Гліц (італ. Gliz; в деяких джерелах Глиз), гладкий і незграбний, символізував силу атлетів. Дизайн талісманів спрямований на молоде покоління, повна енергії і життя.
Сніг і лід присутні на будь-якій Зимовій Олімпіаді. Вони доповнюють один одного, втілюючи зиму і зимові види спорту. За задумом творців, Неве та Гліц відповідають таким основним якостям, як ентузіазм, елегантність, культура, дбайливе ставлення до навколишнього середовища і любов до спорту. Талісмани повністю відповідали гаслу Туринський Ігор «Pasion lives here» («Пристрасть живе тут»).
В історії Ігор дані талісмани були першими (і до 2010 року єдиними) неживими персонажами.

#### Мига і Куатчі (Ванкувер 2010)
У конкурсі на створення персонажів взяли участь 177 професійних дизайнерів з Канади, Англії, Бразилії, Італії, Японії, США та інших країн світу. П'ять кращих були запрошені для співбесіди в Ванкувер. Оргкомітет Ігор вибрав для створення остаточних варіантів Вікі Вонг і Майкла Мерфі.
Талісмани були створені на основі канадських легенд. В них втілені риси як реальних мешканців канадської фауни, так і міфологічних істот.
Образ великого і пухнастого Куатчі (італ. Quatchi; в деяких джерелах Куачі або Кватчи) повторює легендарного бігфута (снігової людини), який, нібито, живе в глухих лісах Північної Америки. Творці придумали для нього особливу легенду. Згідно з їхньою версією, Куатчі — молодий самець, який прибув з лісових канадських нетрів. Він цікавий і сором'язливий, любить досліджувати нові місця і знайомитися з новими людьми. Він займається спортом і живить особливу пристрасть до хокею, мріючи стати відомим хокеїстом.
Талісман Міга (італ. Miga), маленький, пустотливий і веселий, об'єднує в собі риси косатки і білого «примарного ведмедя». За легендою творців, Мига — молода «морська ведмедиця», що живе зі своїм сімейством поруч з Тофіно. «Морські ведмеді» є втіленням індіанських і ескімоських переказів про косаток, що виходять на берег і перетворюються у ведмедів-кермодов. За задумом творців, Міга захоплюється сноубордингом.
Основні талісмани часто супроводжувалися зображенням талісману Паралімпійських ігор Суми, який втілював образи косатки, ведмедя і громовий птиці північноамериканських індіанців. Крім того, у них був спільний друг, Ванкуверський бабак Мукмук, неофіційний талісман Ігор. За словами директора творчого Оргкомітету XXI Зимових Олімпійських ігор, «...Мукмук так привабливий і так гармонує з іншими символами Олімпіади, що відмовитися від нього було неможливо».
Талісмани були протестовані на школярах міста Суррей. Театралізоване дійство транслювалося в інтернеті.

#### Барс, Білий ведмідь і Зайчик (Сочі 2014)
Основна стаття: Талісмани зимових Олімпійських ігор 2014
26 лютого, Москва, Росія – За підсумками виборів, які завершилися в прямому етері шоу «Талісманія. Сочі 2014. Фінал» на Першому каналі, талісманами Олімпійських Ігор в Сочі стали: Зайчик, Білий ведмедик і Леопард. Символами Паралімпійських Ігор стали Лучик і Сніжинка.

#### Тигр Сухоран і ведмежа Бандабі (Пхьончхан 2018)
Основна стаття: Талісмани зимових Олімпійських ігор 2018
Талісманами Олімпійських ігор у Пхьончані стали тигр Сухоран (в Олімпіаді) і ведмежа Бандабі (в Паралімпіаді).